# Furacão Erika (2003)
O furacão Erika foi um furacão fraco que atingiu o extremo nordeste do México perto da fronteira entre o Texas e Tamaulipas em meados de agosto da temporada de furacões no Atlântico de 2003. Erika foi o oitavo ciclone tropical, a quinta tempestade tropical e o terceiro furacão da temporada. A princípio, o National Hurricane Center (NHC) operacionalmente não o designou como um furacão porque os dados iniciais sugeriam ventos de 110 km/h (70 mph) na intensidade máxima de Erika. Não foi até que os dados posteriores foram analisados que o NHC os revisou para a intensidade de categoria 1 na Escala de Furacões Saffir-Simpson. A tempestade se desenvolveu a partir de uma área não tropical de baixa pressão que foi rastreada por cinco dias antes de se desenvolver no leste do Golfo do México em 14 de agosto. Sob a influência de um sistema de alta pressão, o Erika moveu-se rapidamente para o oeste e se fortaleceu em condições favoráveis. Ele atingiu a costa como um furacão no nordeste do México em 16 de agosto, e o centro de circulação de baixo nível da tempestade se dissipou no dia seguinte. No entanto, a circulação de nível médio da tempestade persistiu por mais três dias, emergindo no Pacífico Leste e movendo-se para noroeste sobre a Baja California, antes de se dissipar em 20 de agosto.
Enquanto a perturbação precursora de Erika estava se movendo pela Flórida, caiu uma chuva forte. No sul do Texas, o Erika produziu ventos moderados de 80 a 95 km/h juntamente com chuva fraca, causando estragos de vento pequenos e isolados no estado. No nordeste do México, o Erika produziu chuvas moderadas, resultando em deslizamentos de terra e inundações. Lá, duas pessoas morreram quando seu veículo foi arrastado pelas águas da enchente.

## História meteorológica
Uma fraca área de superfície de baixa pressão destacada de um sistema frontal em 8 de agosto enquanto localizado 1.850 km a leste das Bermudas. Ele se moveu para o sudoeste e, em 9 de agosto, gerou convecção ao passar por baixo de uma baixa de nível superior de núcleo frio. A baixa da superfície e a baixa do nível superior viraram para o oeste enquanto giravam em torno de um centro comum e, em 11 de agosto, a baixa da superfície se transformou em um vale enquanto a 700 km ao sul das Bermudas. Como o sistema continuou rapidamente para o oeste, grande parte da convecção permaneceu perto do centro da baixa de nível superior, impedindo o desenvolvimento de uma circulação de superfície fechada. Em 13 de agosto, enquanto localizado perto do noroeste das Bahamas, um aumento substancial na convecção resultou na formação de níveis baixos de nível superior para baixo para os níveis médios da troposfera, coincidindo com o desenvolvimento de um anticiclone de nível superior.
Uma circulação fechada de baixo nível quase se desenvolveu em 14 de agosto a leste de Key Largo, Flórida, mas enfraqueceu devido à convecção profunda remanescente ao norte sobre o centro de nível médio. A tempestade de nível médio continuou para o oeste e se moveu pela Flórida. Depois de cruzar a Flórida, os caçadores de furacões indicaram uma circulação mal definida, mas com ventos excedendo a força da tempestade tropical, e o sistema foi designado como tempestade tropical Erika no final de 14 de agosto, enquanto localizado 135 km a oeste de Fort Myers.
Com escoamento bem estabelecido e baixos níveis de cisalhamento do vento, Erika se fortaleceu à medida que a circulação se tornou mais definida. Um sistema de alta pressão persistiu sobre o centro-sul dos Estados Unidos, forçando a tempestade a se mover para o sul de oeste em 40 km/h (25 mph). Em 15 de agosto, a convecção se organizou em bandas e, à medida que seus ventos se aproximavam da força do furacão, um olho se desenvolveu dentro da tempestade. Erika virou para oeste-sudoeste em 16 de agosto e atingiu o status de furacão pouco antes de atingir a terra perto de Boca San Rafael, Tamaulipas no nordeste do México, ou cerca de 70 km ao sul da fronteira Estados Unidos–México. A tempestade enfraqueceu rapidamente sobre a montanhosa Sierra Madre Oriental, e o centro de circulação de baixo nível de Erika se dissipou no início de 17 de agosto. A circulação de nível médio manteve a integridade ao cruzar o México e levou à formação de um distúrbio tropical após entrar no Golfo da Califórnia em 18 de agosto. Ele virou para o noroeste e enfraqueceu em 20 de agosto, antes de se dissipar logo depois.
Operacionalmente, o Erika nunca foi atualizado para o status de furacão. No entanto, com base em uma característica do olho persistente no radar e no radar meteorológico Doppler - ventos de superfície estimados de 121 km/h (75 mph), o Centro Nacional de Furacões classificou algum tempo depois Erika como um furacão.

## Preparações

A tempestade tropical Erika se aproxima do México em 15 de agosto

A ameaça do desembarque violento de Erika levou à evacuação de 51 plataformas de petróleo e 3 plataformas de petróleo no oeste do Golfo do México. A falta de produção levou a uma perda de produção de 8,708 bbl (1,384.5 m3) de óleo por dia e 173.14×106 cu ft (4,903,000 m3) de gás natural por dia. No dia de seu desembarque, a falta de produção levou a menos 1.979 barris de petróleo no dia, ou cerca de 0,12% da produção diária total do Golfo do México, enquanto a perda de 32×106 cu ft (910,000 m3) de gás no dia foi equivalente a 0,23% da produção total. No entanto, devido ao seu movimento rápido, a passagem da tempestade resultou em efeitos mínimos nas operações.
Enquanto a tempestade estava localizada no leste do Golfo do México em 15 de agosto, o Centro Nacional de Furacões emitiu um alerta de furacão e tempestade tropical de Brownsville a Baffin Bay, Texas. O centro também recomendou um Alert de Furacão desde Soto la Marina, Tamaulipas até à fronteira internacional. No final do mesmo dia, quando o fortalecimento estava em andamento, um alerta de furacão foi emitido ou recomendado de La Pesca, México para Baffin Bay, Texas, embora os avisos para o sul do Texas tenham sido descartados quando ocorreu um movimento mais para o sul. Apenas um mês depois que o furacão Claudette causou milhões em danos no sul do Texas, o movimento rápido de Erika pegou os cidadãos de surpresa, pois estava previsto para atingir a costa perto de Brownsville. Cidadãos e empresários se protegeram da tempestade. Cerca de 10.000 foram evacuados do nordeste do México devido à ameaça de inundação, incluindo 2.000 em Matamoros.

## Impacto

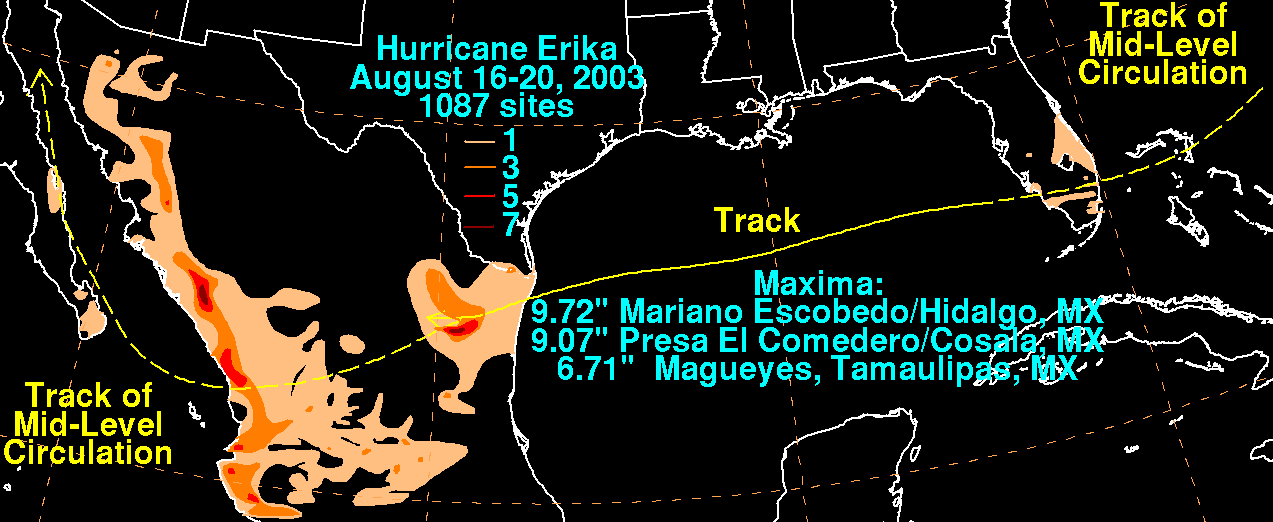
Dados de precipitação para Erika

Esperava-se que o distúrbio precursor trouxesse chuvas pesadas, mas necessárias, para as Bahamas. A perturbação precursora causou fortes precipitações enquanto se movia pela Flórida, inclusive no Condado de Indian River, e também produziu ondas de 1,8 a 2,4 m com rajadas de vento moderadas.
Erika produziu chuvas leves no sul do Texas, com pico de 3,83 polegadas (97 mm) em Sabinal,  embora a maioria dos locais reportasse menos de duas polegadas (50 mm) de precipitação. Além disso, o radar meteorológico estimou acumulações isoladas de 100 a 150 mm de precipitação nos condados de Kenedy e Brooks. Os ventos sustentados de Erika, no sul do Texas, atingiram o pico de 63 km/h (39 mph) em Brownsville, onde uma rajada de 76 km/h (47 mph) também foi registrado. Ondas fortes foram relatadas para o norte para Corpus Christi. A tempestade causou pequenas inundações e erosão da praia ao longo de South Padre Island. Rajadas de vento fortes de até 97 km/h (60 mph) causou danos isolados e menores causados pelo vento no sul do Texas, inclusive em South Padre Island, onde os ventos danificaram o telhado de uma empresa. Os ventos também arrancaram uma grande árvore e causaram danos aos galhos de várias árvores de pequeno e médio porte em Brownsville. No Texas, os danos totalizaram $ 10.000 (2003 USD, $ 14,730 2023 USD).
No México, o furacão Erika afetou principalmente os estados de Tamaulipas e Nuevo León, mas também teve efeitos em Coahuila. A precipitação atingiu o pico de 170,5 mm em Magueyes em Tamaulipas. Vários outros locais relatados ao longo de 3 polegadas (76 mm), incluindo 102 mm em Cerro Prieto, que foi o valor máximo no estado de Nuevo León, e 86,8 mm em Monterrey, onde 30 pessoas ficaram feridas. Os ventos sustentados atingiram um pico de 64 km/h (40 mph) em San Fernando, onde uma rajada de 105 km/h (65 mph) também foi relatado. As fortes chuvas resultaram em graves inundações e deslizamentos de terra, bloqueando várias rodovias no nordeste do México. Em Matamoros, a tempestade danificou telhados e carros. Ventos moderados quebraram galhos de árvores e espalharam detritos pelas estradas, embora os moradores considerem a tempestade menor. Na cidade de Montemorelos, em Nuevo León, duas pessoas morreram ao serem arrastadas depois de dirigirem seu caminhão por uma ponte parcialmente inundada. Em todo o México, 20.000 as pessoas ficaram sem energia devido à tempestade. A circulação remanescente produziu grandes quantidades de precipitação no oeste do México e na Baixa Califórnia.